# Фёдоровка (Богодаровский сельский совет)
Фёдоровка (укр. Федорівка), село, Богодаровский сельский совет, Барвенковский район, Харьковская область.
Код КОАТУУ — 6320480508. Население по переписи 2001 г. составляет 85 (38/47 м/ж) человек.

## Географическое положение
Село Федоровка находится на правом берегу реки Лукноваха, на севере примыкает к селу Надеждовка.
Местные жители называют свою деревню «Голивка».

## Экономика
В селе есть молочно-товарная и свинотоварная фермы.